# Ласан
Ласан (њем. Lassan) град је у њемачкој савезној држави Мекленбург-Западна Померанија. Једно је од 89 општинских средишта округа Остфорпомерн. Према процјени из 2010. у граду је живјело 1.680 становника. Посједује регионалну шифру (AGS) 13059049.

## Географски и демографски подаци
Ласан се налази у савезној држави Мекленбург-Западна Померанија у округу Остфорпомерн. Град се налази на надморској висини од 5 метара. Површина општине износи 28,0 km². У самом граду је, према процјени из 2010. године, живјело 1.680 становника. Просјечна густина становништва износи 60 становника/km².